# Pier Maria Rossi
Pier Maria Rossi (...) è un attore italiano, noto principalmente per aver interpretato il ruolo da protagonista, Gesù, nel film Il Messia (1975) di Roberto Rossellini.

## Filmografia

### Cinema
- L'Aretino nei suoi ragionamenti sulle cortigiane, le maritate e... i cornuti contenti, regia di Enrico Bomba (1972)
- Le mille e una notte... e un'altra ancora!, regia di Enrico Bomba (1972)
- Ancora una volta prima di lasciarci, regia di Giuliano Biagetti (1973)
- Io e lui, regia di Luciano Salce (1973) - non accreditato
- ...e di Shaúl e dei sicari sulle vie da Damasco e..., regia di Gianni Toti (1973)
- Quelli che contano, regia di Andrea Bianchi (1974)
- Il figlio della sepolta viva, regia di Luciano Ercoli (1974)
- Madeleine... anatomia di un incubo, regia di Roberto Mauri (1975)
- Il Messia, regia di Roberto Rossellini (1975)

### Televisione
- Orlando furioso – miniserie TV, 2 puntate (1975)
- Vita di Antonio Gramsci – miniserie TV, 1 puntata (1981)